# 3-as metró (Párizs)
A párizsi 3-as metró, Párizs harmadik metróvonala, melynek első szakaszát 1904. október 10-én nyitották meg. A Pont de Levallois - Bécon és a Gallieni állomások között közlekedik. A 11,7 km-es vonal a város kilencedik legforgalmasabb vonala, 2004-ben több mint 87,6 millió utasa volt.

## Galéria

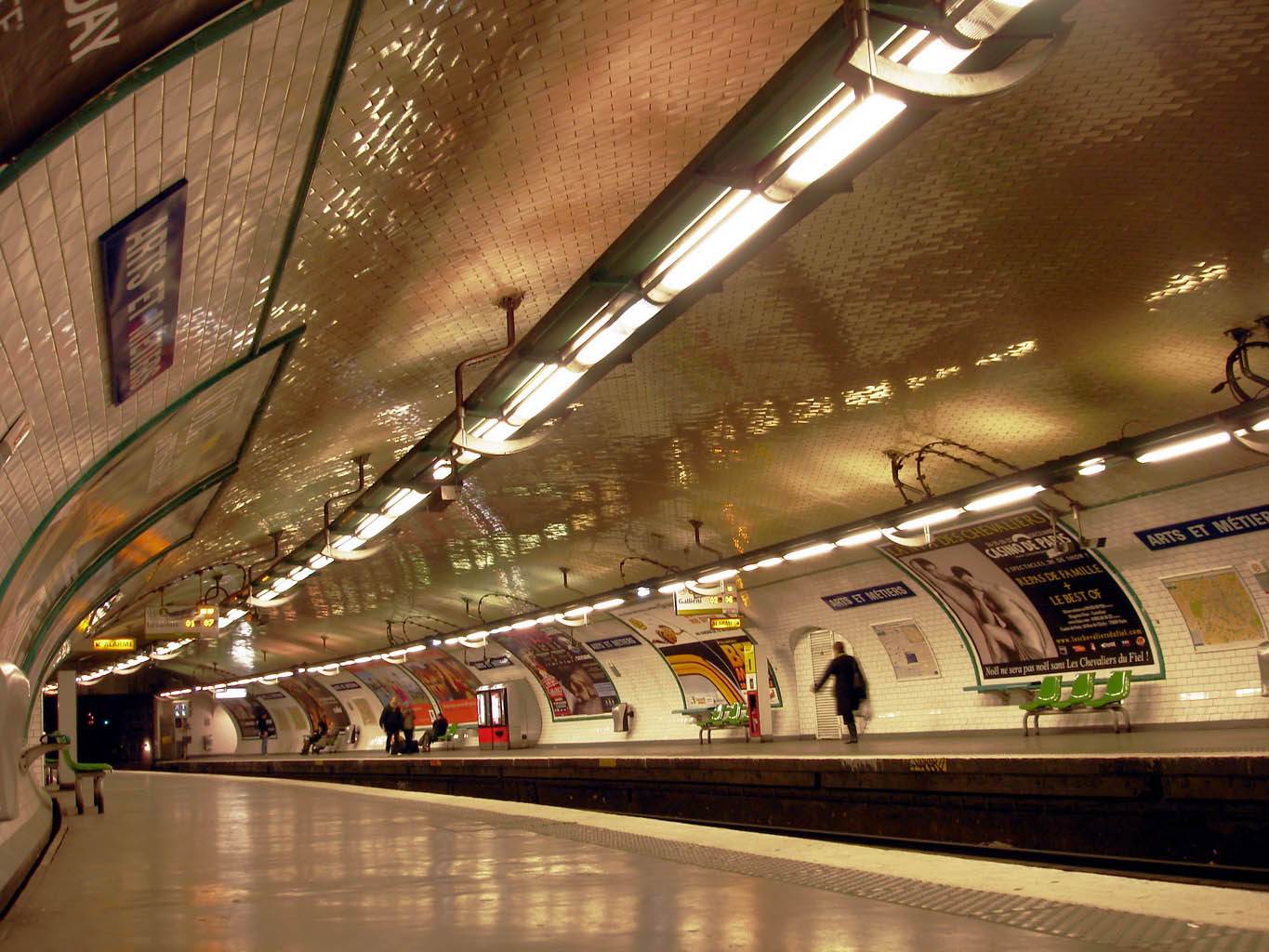
Arts et Métiers
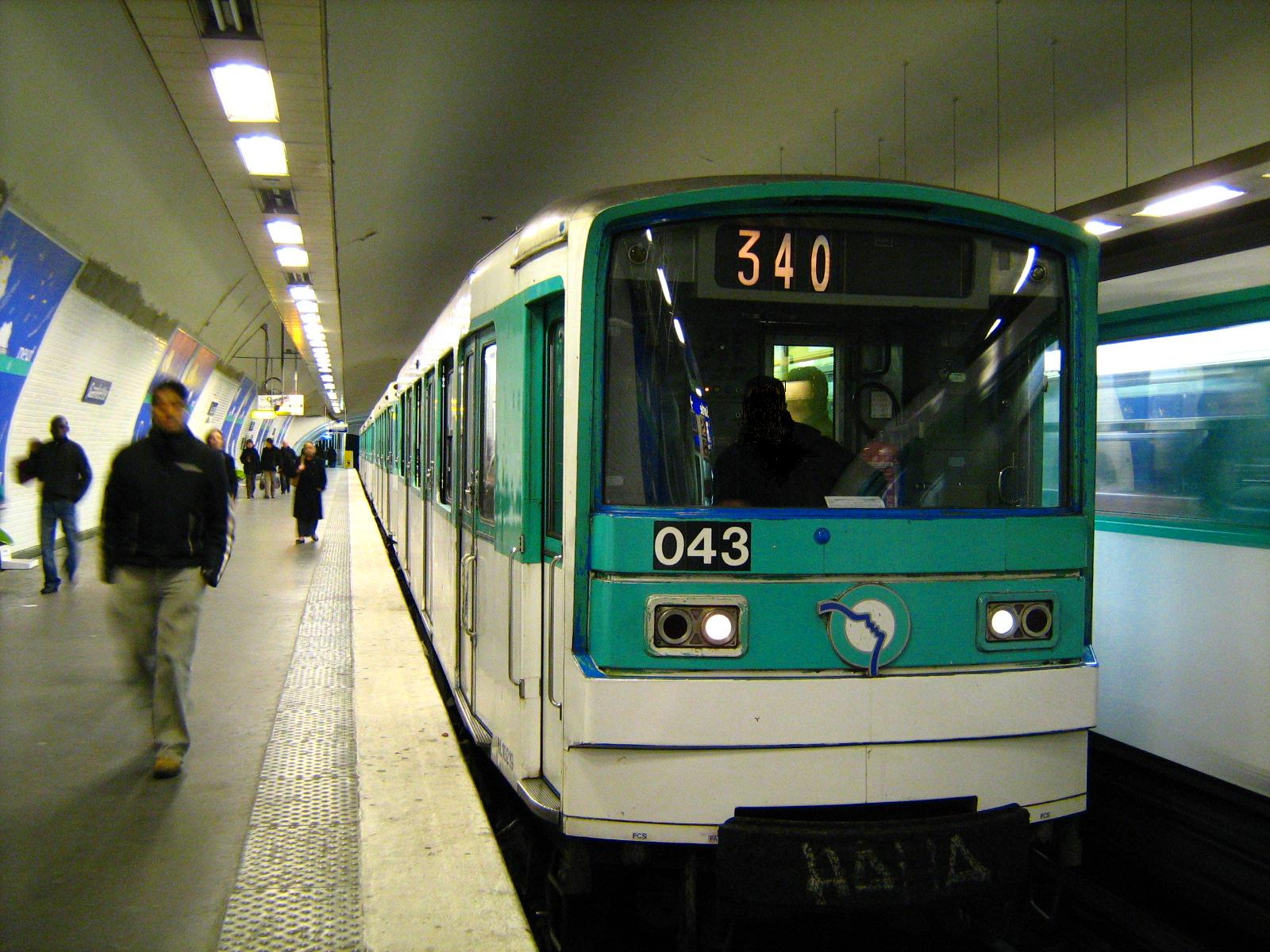
Gambetta
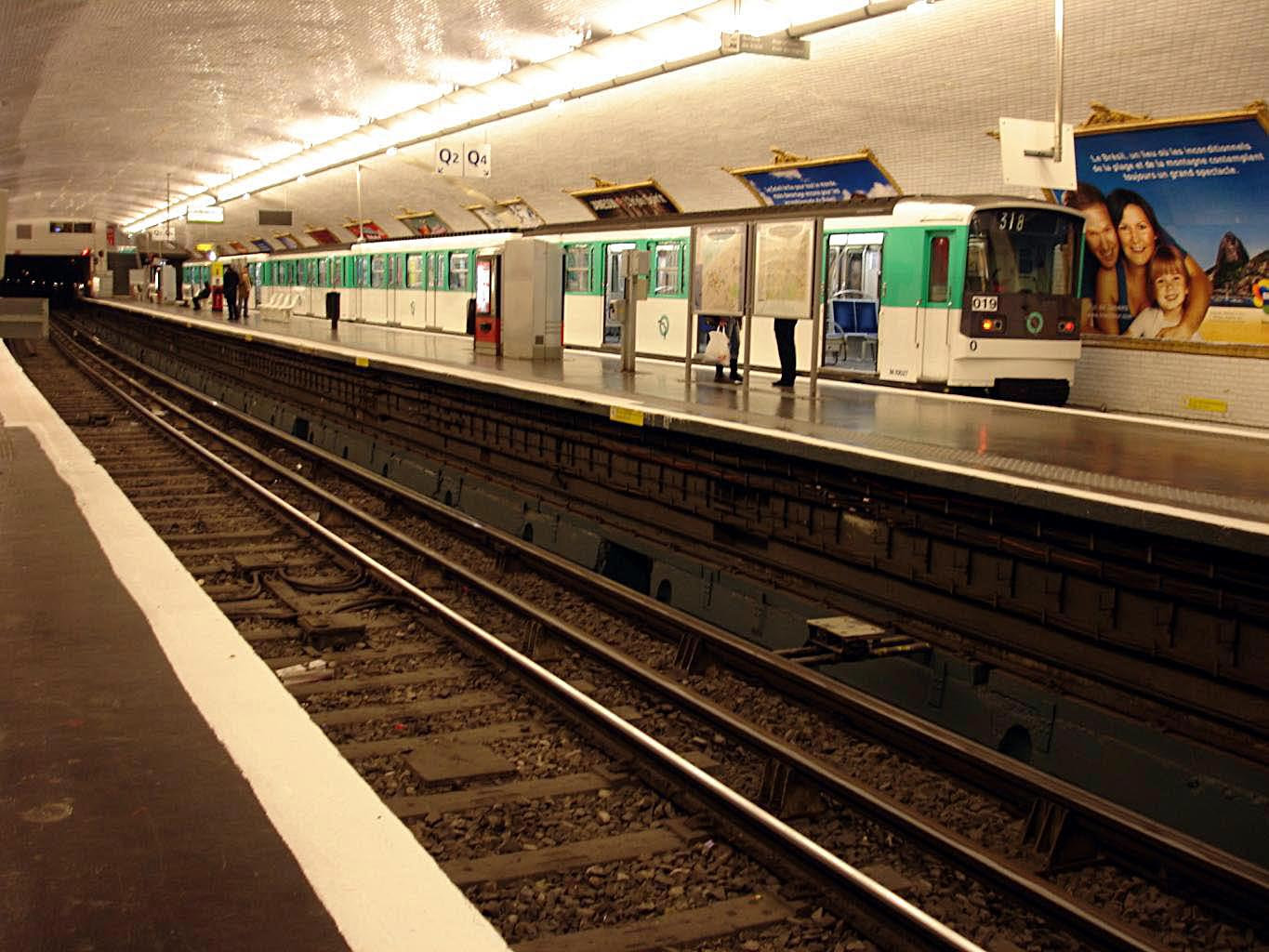
Pont de Levalois
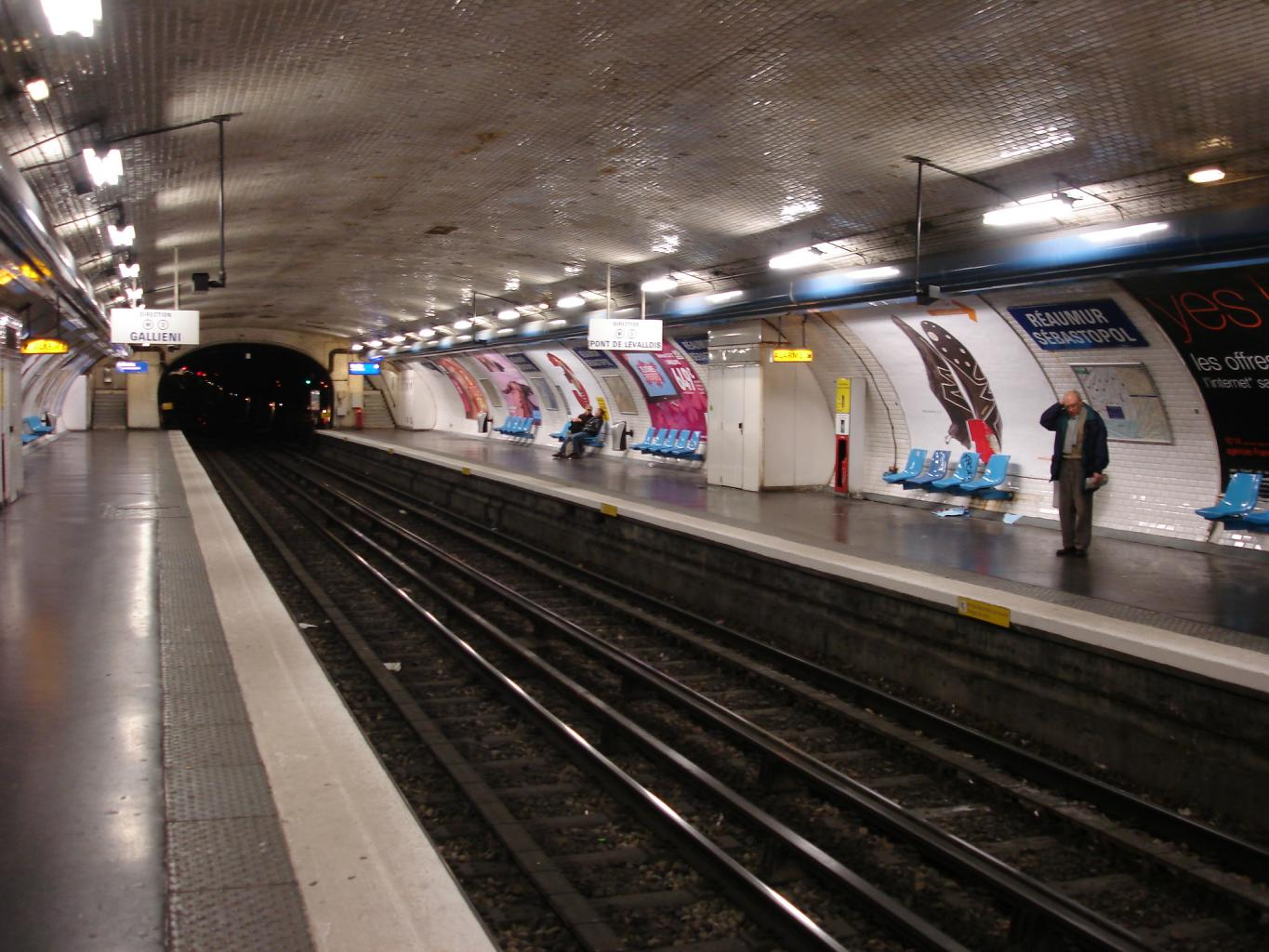
Réaumur – Sébastopol
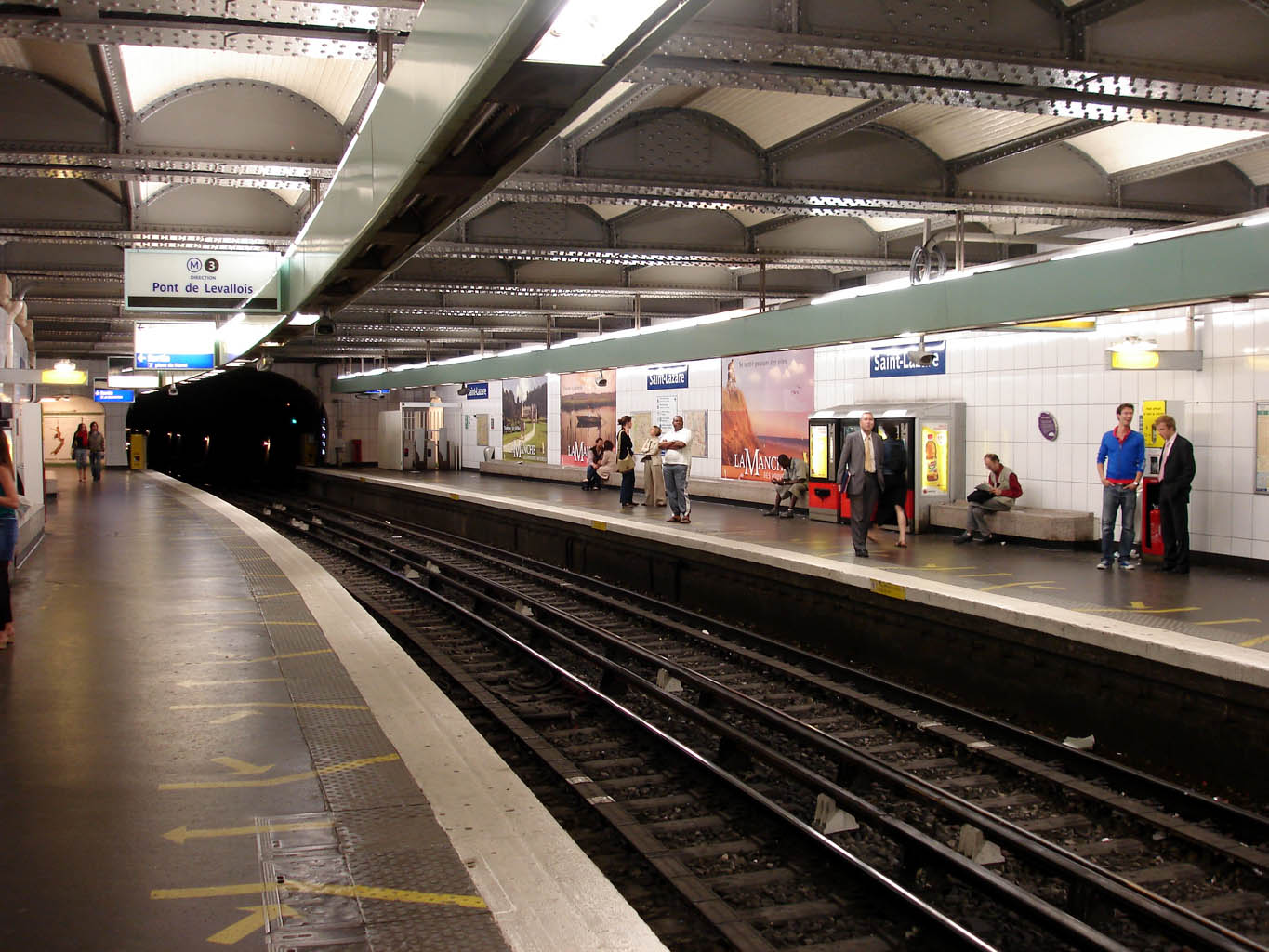
Saint-Lazare
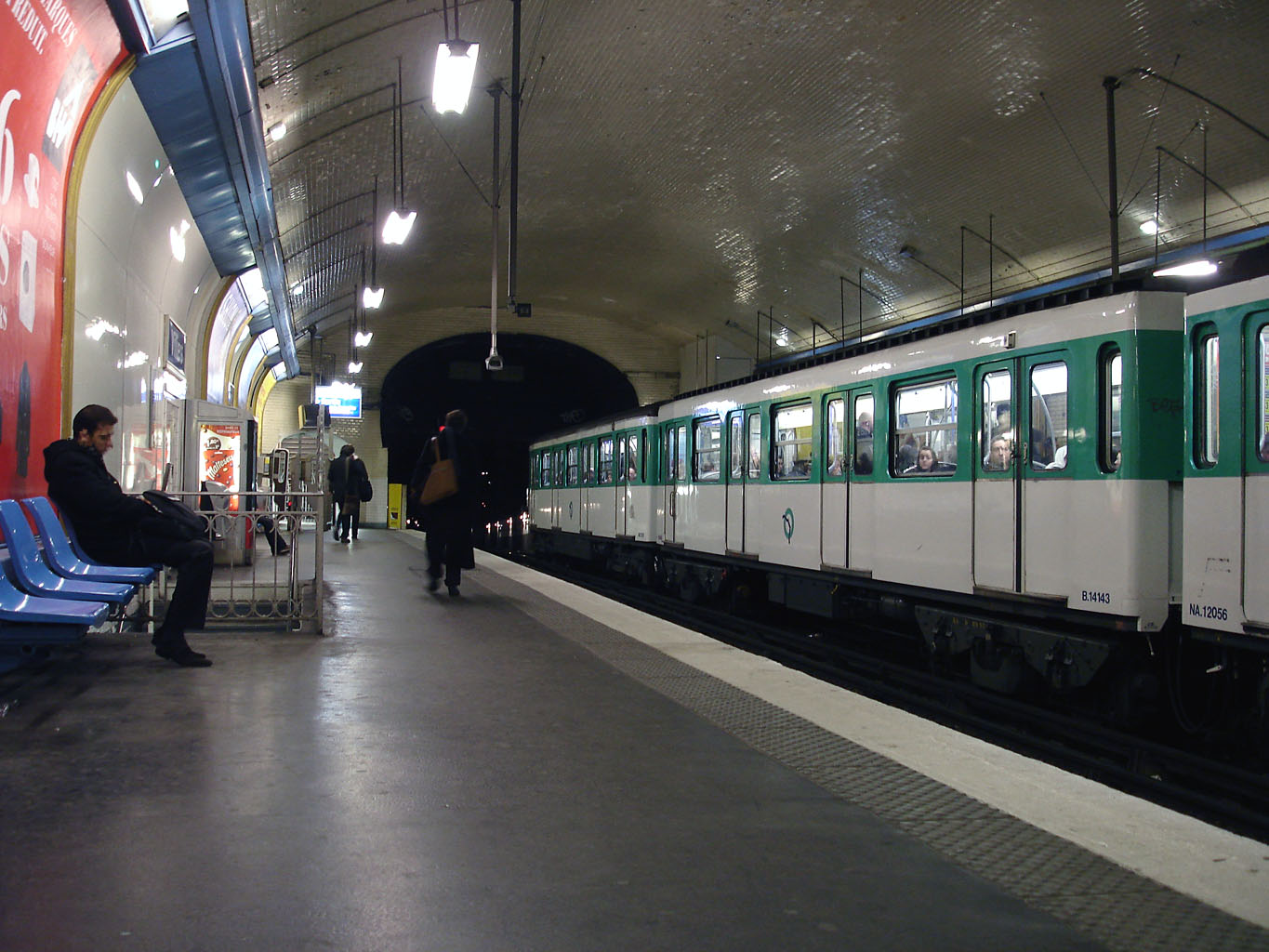
Villiers